# Lomachashaka kera
Lomachashaka kera är en svampart som beskrevs av Subram. 1956. Lomachashaka kera ingår i släktet Lomachashaka, divisionen sporsäcksvampar och riket svampar.   Inga underarter finns listade i Catalogue of Life.